# Elección presidencial de Sudán de 1983
Las elecciones presidenciales de Sudán de 1983 fueron efectuadas entre el 14 al 25 de abril de 1983 y su finalidad era legitimar, nuevamente, la autoridad del presidente en ejercicio Yaafar al-Numeiry, quien gobernaba el país desde el golpe de Estado de 1969.

## Antecedentes
Desde el golpe militar efectuado por Yaafar al-Numeiry en 1969, se dio inicio a un régimen autoritario de partido único, donde la Unión Socialista Sudanesa poseía control absoluto, tanto de la Asamblea Nacional de Sudán, como del gabinete ministerial. Este régimen socialista intentó implementar desde sus inicios un régimen marxista de economía centralmente planificada con ideología islámica.
El Presidente al-Numeiry ya había validado por vía electoral su mandato en dos oportunidades: 1977 y 1971, en ambas, al igual que en esta oportunidad, la oposición denunció irregularidades al no poder presentar candidaturas opcionales ya que los demás partidos políticos se encontraban prescritos, por lo que demandaban una apertura pluralista.

## Resultados electorales
|  | 99,6 % |

|  | 0,4 % |

|  | 99,68 % |

|  | 0,32 % |

|  | 80,00 % |